# プリムス・サテライト
サテライト （SATELLITE）は、プリムスが製造・販売していた自動車である。1965年モデルイヤーに、プリムス「B」プラットフォームを用いる中型車ベルベディア系のトップトリムモデルとして導入された。2ドアハードトップとコンバーチブルのみ設定され、GTXが登場する1967年モデルイヤーまで、最上級モデルであり続けた。 

## 歴代モデル

### 初代 (1964-1967年)
1965年、新しくより大きなフューリーがクライスラーのフルサイズCプラットフォームに導入されたとき、ベルベディアの名前は1965年のプリマスの「新しい」中型ラインに移された。ベルベディア・サテライトはベルベディア I および II の上に位置するシリーズのトップトリムモデルであった。2ドアハードトップまたはコンバーチブルのみ設定された。バケットシートとセンターコンソール、およびV8エンジンが標準。1965年の標準エンジンは273 cu in (4.5 L)で、オプションで318 cu in (5.2 L)、361 cu in (5.9 L)、そして383 cu in (6.3 L)と426 cu in (7.0 L)の"Commando"エンジンがあった。  426エンジンはウェッジ型燃焼室を持ち、1966年の426 "Hemi"とは異なるものであった。フロントエンドは両側に1つずつのヘッドライトがあり、グリルは水平に置かれた4つの薄い長方形に分割されていた。 

1966年の生産台数は、35,399台のハードトップと2,759台のコンバーチブルであった。 

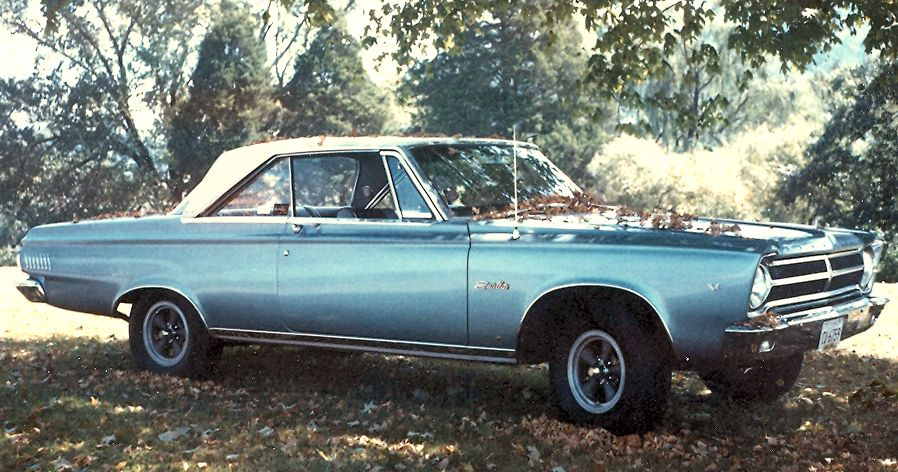
1965 Plymouth Satellite
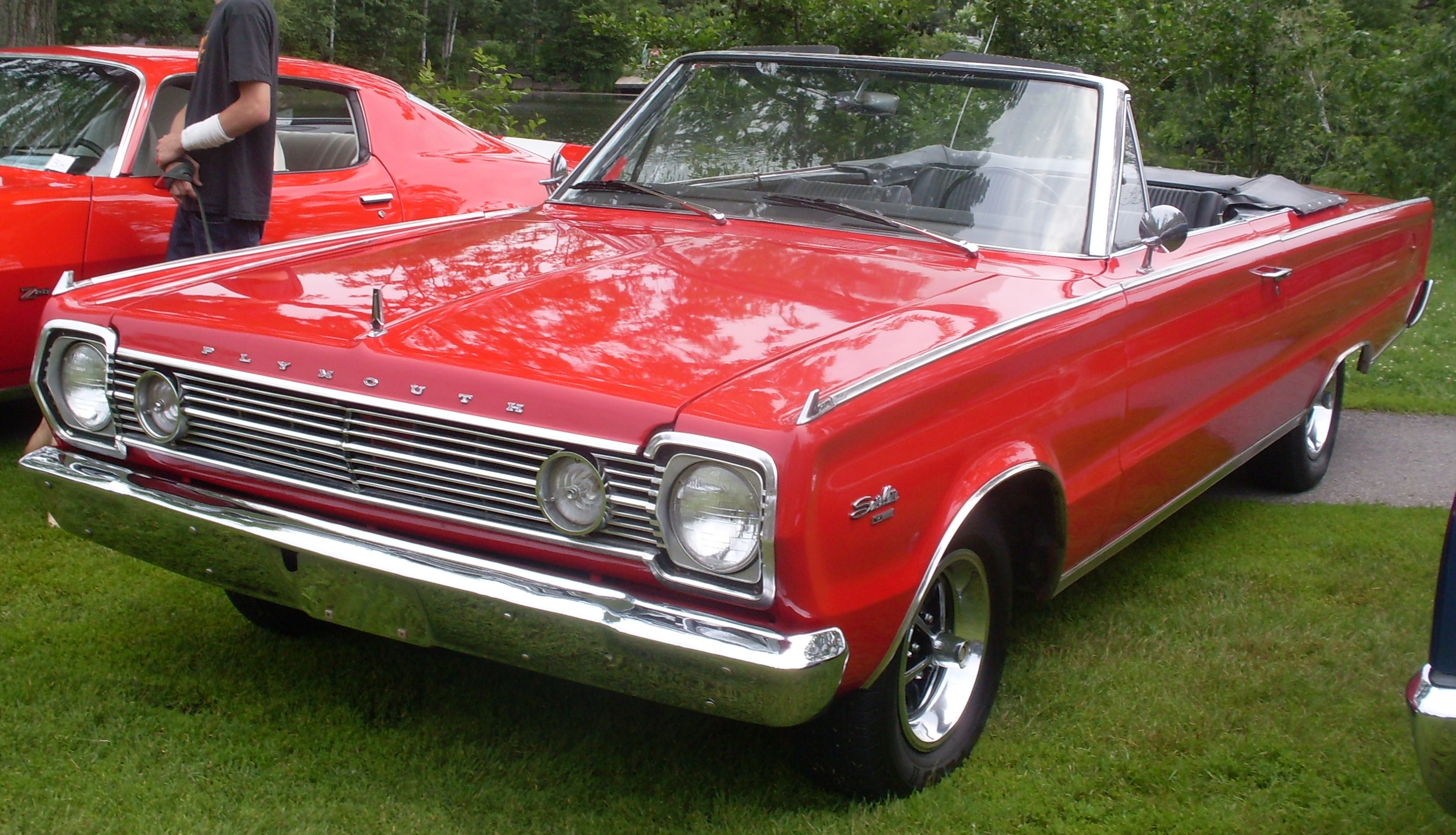
1966 Plymouth Satellite Convertible

### 2代目 (1968-1970年)
1968年、スタイルが変更されより高級なトリムを持ち、318 V8エンジンを標準搭載するSport Satelliteが登場、通常のサテライトの上に設定された。Sport Satelliteはロードランナーと同じ水平ブレード付き黒塗りのグリルを装着、一方通常のサテライトはベルベディアと共通のグリルを付けた。4ドアセダンとステーションワゴンが初めてサテライトに設定された。1968年にはSport Satelliteのセダンはなく、しかし紛らわしいことにSatellite Sport ワゴンがあった。これらは、Sport Satelliteのトリムとともに外板に木目パネルが付いていた。Sport Satelliteセダンは1969年に追加され、ワゴンは通常のSport Satelliteの1モデルとなった。 
1968年モデルではまた、サテライトおよびベルベディアと同じボディを共有するプリムス・ロードランナーも導入された。 

1968年のボディは1970年まで続き、1969年にはグリルが新しくなり、1970年にはフロントとリアのスタイルが小変更された。

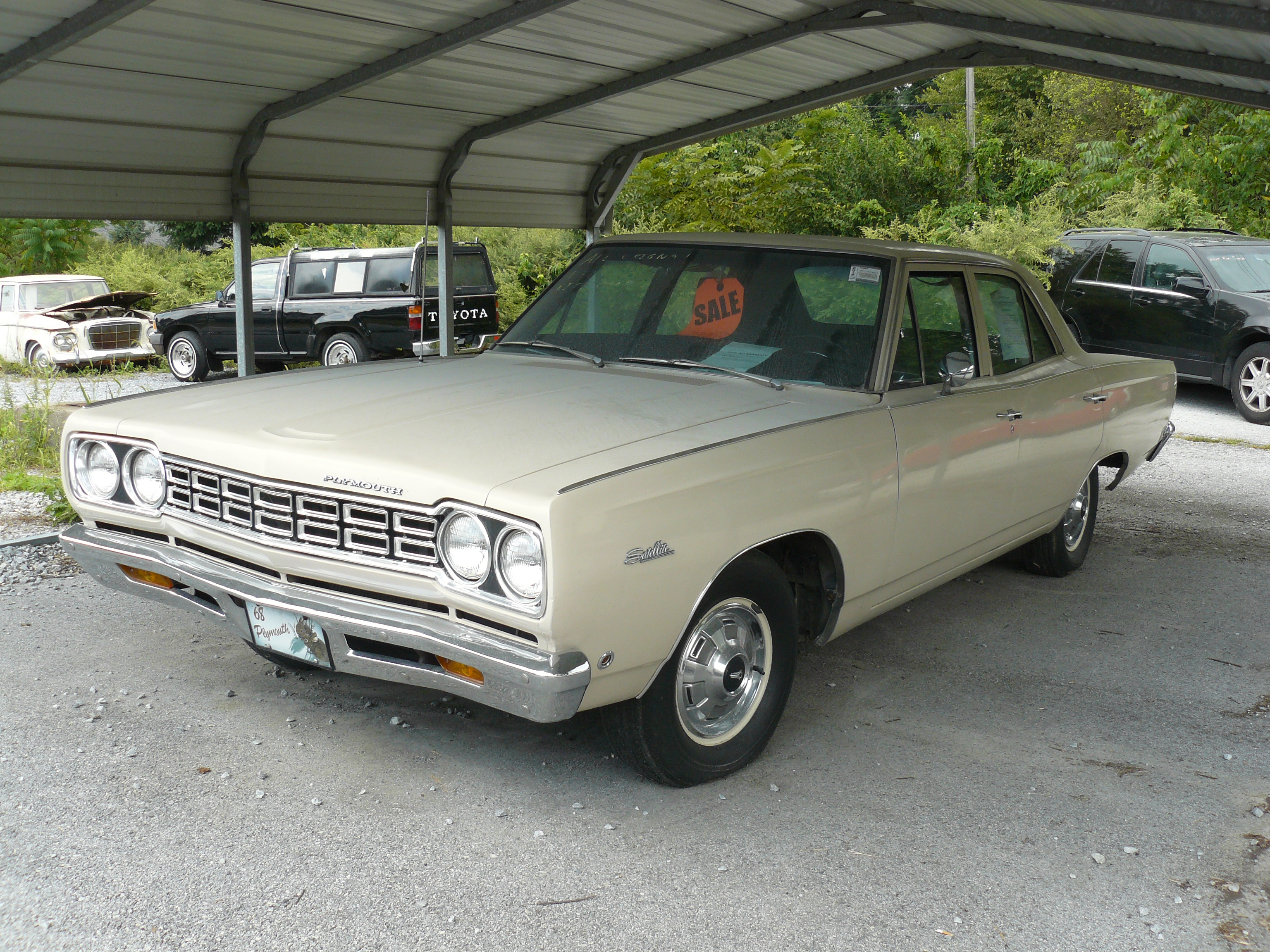
1968 Plymouth Satellite 4-door sedan
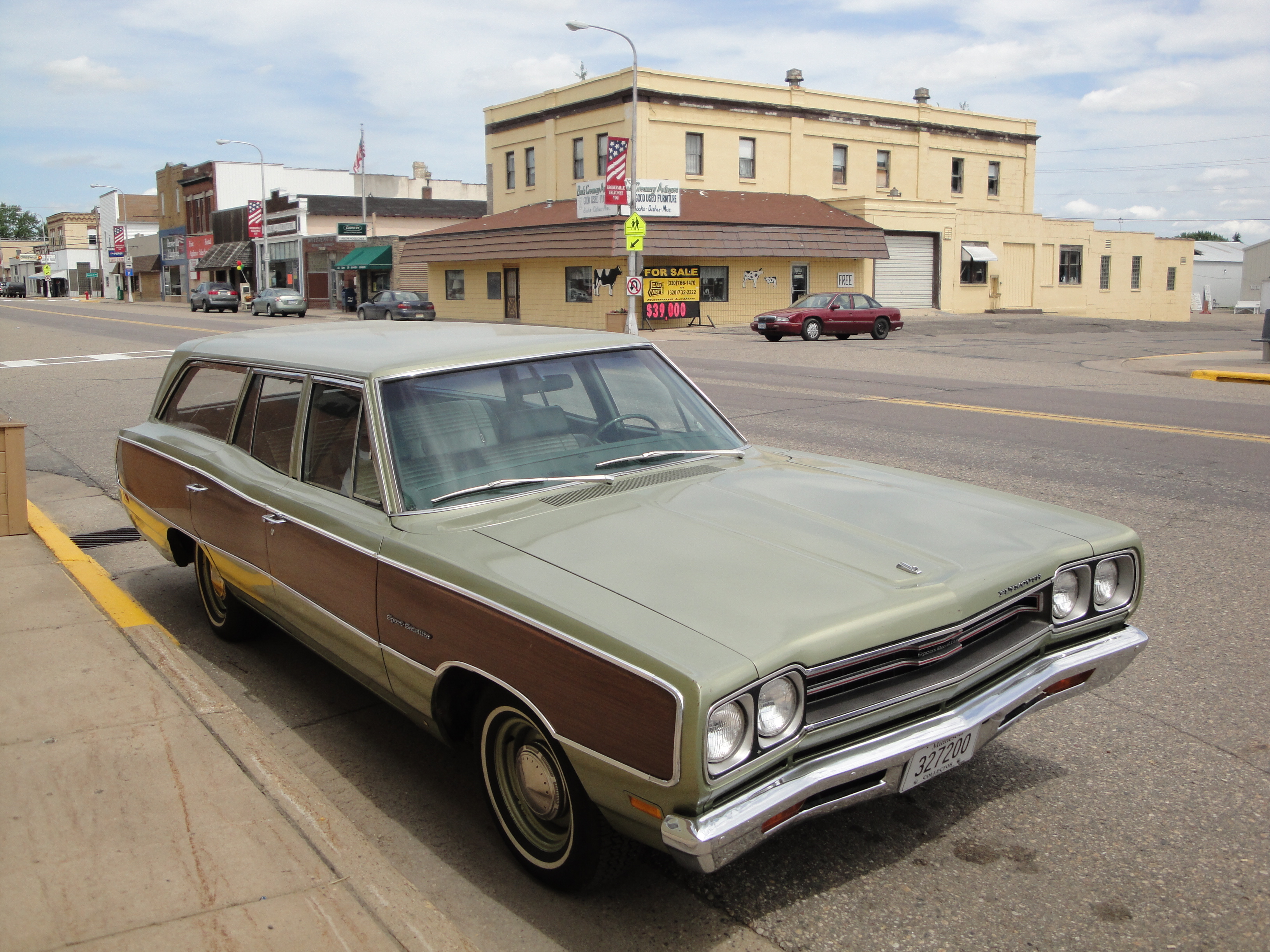
1969 Plymouth Sport Satellite Wagon
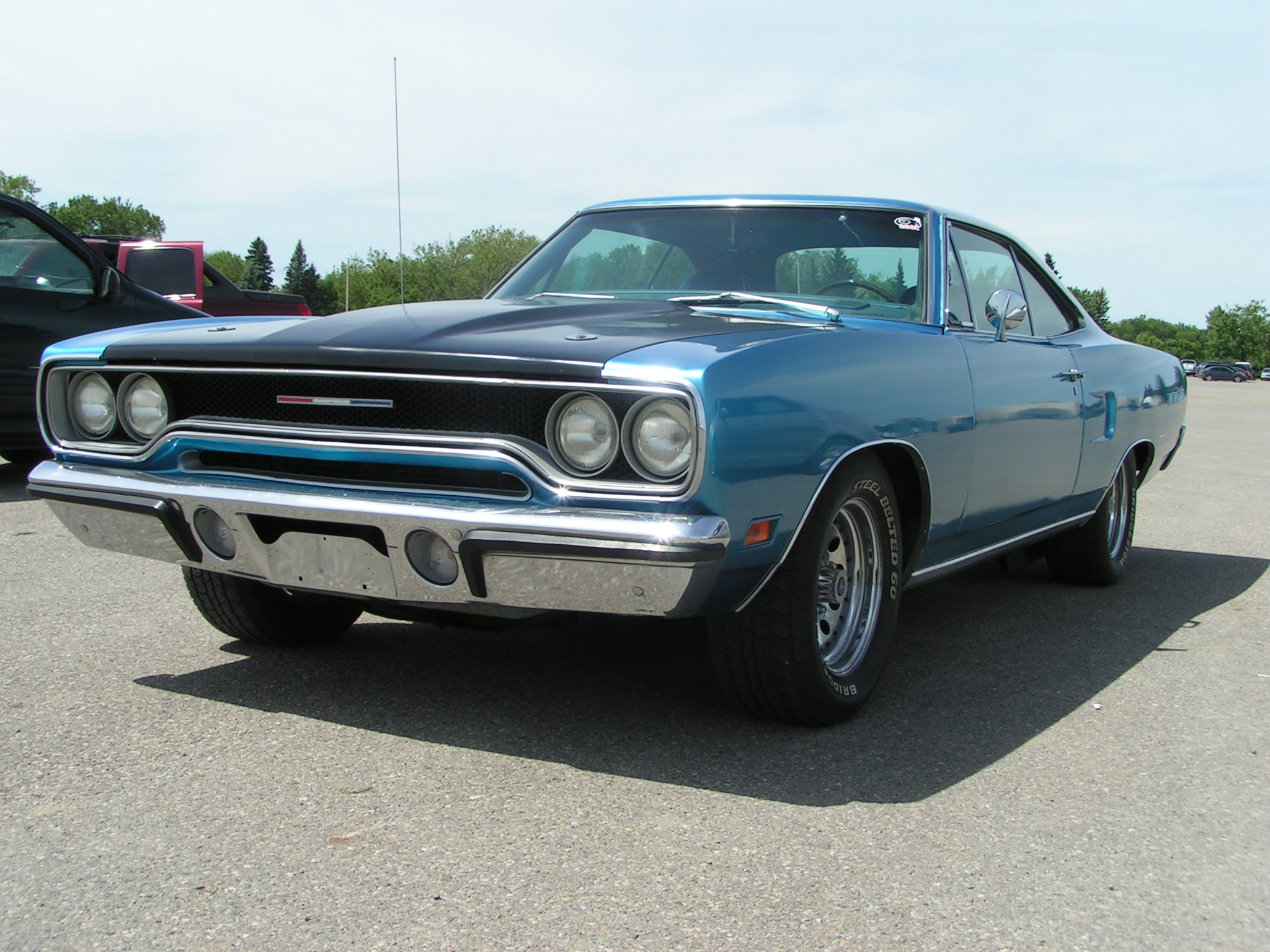
1970 Plymouth Sport Satellite

### 3代目 (1971-1974年)
1971年モデルでは新しいデザインが導入された。2ドア、4ドア、およびワゴンで、大型のクライスラー・Cボディのフェイスリフトに合わせて、新しい「fuselage（飛行機の胴体の意）」スタイリングを採用。前の年とは異なり、4ドアセダンと2ドアクーペはシートメタルを共有せず、それぞれが独自のスタイリングとされた。セダンはベース、カスタム、ブロアムが、2ドアはベース（リアウィンドウが下がらない）、セブリング、セブリングプラスの各トリムが設定された。ステーションワゴンはベース、カスタム、そして木目を付けたリージェントの各モデルがあった。 2ドアはループタイプのフロントバンパーを持ち、このボディはGTXおよびロードランナーのベースとなった。 

1973年モデルでは、2ドア（セブリングを含む）は角張ったシートメタルとリアサイドウィンドウになったとともに、よりコンベンショナルなフロントデザインとなった。1974年モデルの安全要件にはセダンとワゴンに5マイル毎時 (8.0 km/h)バンパーの装着が含まれた。サテライトの名前は1974年を以て廃止され、その後、プリムスのBボディシャーシを持つ中型車はフューリーの名称になった。サテライト・セブリングは、クライスラー・コルドバ（元々はプリムス・セブリングと呼ばれることを意図していた車）に置き換えられ、ダッジ・チャージャーとそのまったく新しいボディを共有した。 

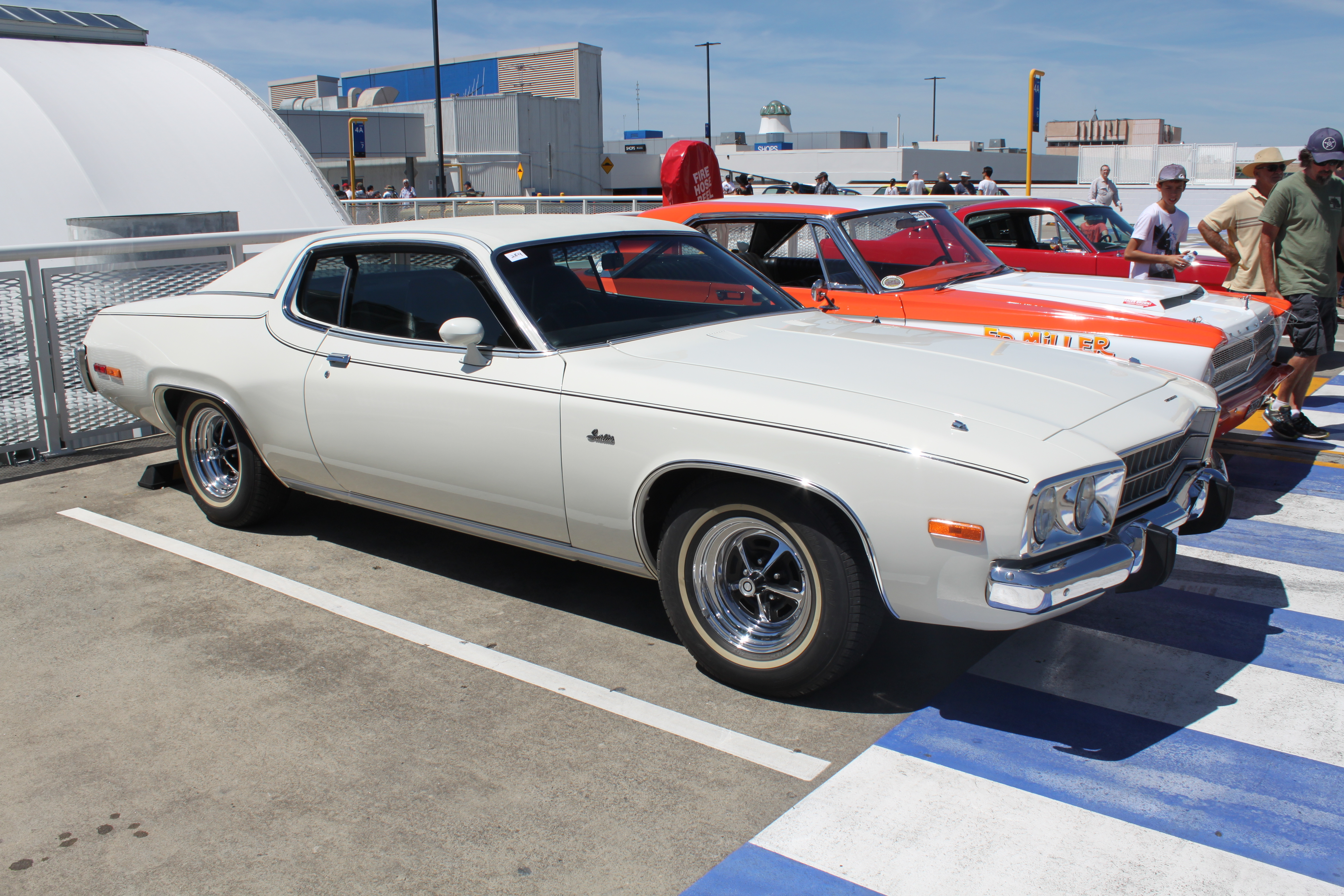
1973 Plymouth Satellite Sebring
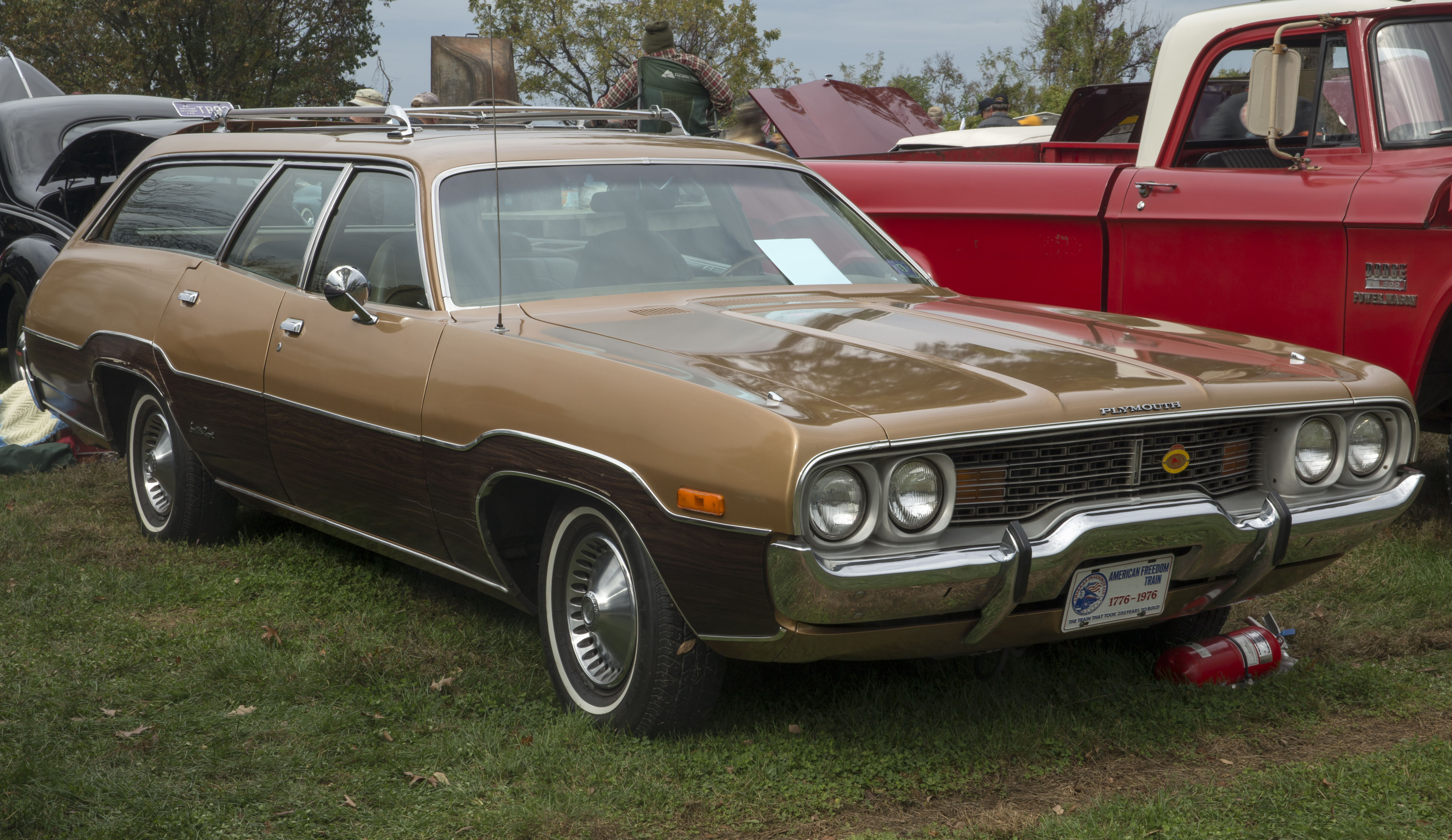
1972 Satellite Regent station wagon